# Moreland (Géorgie)
Pour les articles homonymes, voir Moreland.
Moreland est une ville américaine située dans le comté de Coweta, en Géorgie. Selon le recensement de 2020, sa population est de 382 habitants.